# 矢野一樹
矢野 一樹（やの かずき、1955年〈昭和30年〉12月16日 - ）は、日本の海上自衛官。日本安全保障戦略研究所上席研究員、防人と歩む会理事長。第19代潜水艦隊司令官、三菱重工顧問を歴任。最終階級は海将。防大22期。

## 経歴
愛媛県今治市出身。防衛大学校第22期卒業。海上自衛隊幹部学校指揮幕僚課程修了。アメリカ合衆国国防大学修士（国家資源管理）。
海上幕僚監部教育課長、防衛大学校訓練部長、大湊地方総監部幕僚長、海上幕僚監部装備部長を経て、第19代潜水艦隊司令官。2013年（平成25年）8月、海上自衛隊退官。
退官後、三菱重工顧問を務めた。

## 著作
- 上野英詞・川村純彦・髙井晉・樋口譲次・矢野一樹・用田和仁共著『中国の海洋侵出を抑え込む 日本の対中防衛戦略』（2017年、国書刊行会）
- 渡部悦和・尾上定正・小野田治・矢野一樹共著『台湾有事と日本の安全保障 日本と台湾は運命共同体だ』（2020年、ワニブックス）
- 小川清史・小野田治・邱伯浩・髙井晉・樋口譲次・矢野一樹・矢野義昭共著『台湾・尖閣を守る「日米台連携メカニズム」の構築』など